# Łosieniec
Łosieniec – wieś w Polsce położona w województwie łódzkim, w powiecie sieradzkim, w gminie Sieradz.
Prywatna wieś szlachecka Łosiniec położona była w drugiej połowie XVI wieku w powiecie sieradzkim województwa sieradzkiego. W latach 1975–1998 miejscowość administracyjnie należała do województwa sieradzkiego.
Liczba ludności wsi wynosi 134 osoby.